# Igor Anatoljewitsch Skalin
Igor Anatoljewitsch Skalin (russisch Игорь Анатольевич Скалин; * 12. Januar 1970 in Moskau) ist ein ehemaliger russischer Segler.

## Erfolge
Igor Skalin war bei den Olympischen Spielen 1996 in Atlanta in der Bootsklasse Soling neben Dmitri Schabanow Crewmitglied des russischen Bootes von Rudergänger Georgi Schaiduko. Nach zehn Wettfahrten im Fleet Race qualifizierten sie sich mit 50 Punkten als Fünfte für die Endrunde, die im Match Race ausgetragen wurde. Nach Siegen über Kanada im Viertelfinale und die Vereinigten Staaten im Halbfinale traf die russische Crew im Duell um den Olympiasieg auf das von Jochen Schümann angeführte deutsche Boot, dem sie in drei Wettfahrten klar mit 0:3 unterlagen. Skalin erhielt daher zusammen mit Schabanow und Schaiduko die Silbermedaille. Im selben Jahr wurden sie in Punta Ala gemeinsam Weltmeister.